# حركة الكادحين العرب
حركة الكادحين العرب كانت حزب سياسي في العراق. تأسست في عام 1962 من قبل مجموعة انفصلت عن حزب البعث العربي الاشتراكي الذي تبنى خطا سياسي ماركسي لينيني. بعد 18 نوفمبر 1964 بدأت حركة الكادحين العرب في التعاون مع القوى السياسية العراقية الأخرى وكذلك الدكتور جورج حبش. بدأت المنظمة التعاون مع حزب الاتحاد الاشتراكي العربي العراقي في نفس العام.
لم تدم الحركة طويلا حيث غادر العديد من مؤسسيها وانضموا إلى أحزاب سياسية أخرى.